# Francisca (prénom)
Cet article concerne le prénom. Pour le film sorti en 1981, voir Francisca.
Francisca est un prénom féminin d'origine latine équivalent du prénom Françoise, utilisé en espagnol et en portugais. On trouve également l'orthographe Franciska en hongrois ainsi que l'orthographe Franziska en allemand et en islandais.

## Équivalents
Les équivalents de Francisca sont les prénoms en français : Françoise, en italien :  Francesca, en anglais :  Frances, etc.
Les formes masculines du prénom sont principalement
en français :  François ;
en latin :  Franciscus ;
en espagnol et en portugais : Francisco ;
en hongrois :  Ferenc ;
en allemand : Franz ;
en italien :  Francesco ;
en anglais :  Francis.

## Personnalités portant ce prénom
Pour les articles sur les personnes portant ce prénom, consulter les listes générées automatiquement pour le prénom Francisca, le prénom Franciska et le prénom Franziska.